# Lantbruksskola
Lantbruksskolor var de tidigare läroanstalterna för blivande lantbrukare. Under senare tid fanns en ett–tvåårig linje med såväl teoretisk och praktisk undervisning, medan det för elever som redan hade praktisk erfarenhet från jordbruket hemma erbjöds lantmannaskola i form av 20-veckors vinterkurser i någon folkhögskolas regi.
Idag är lantbruksskolorna ersatta av naturbruksgymnasier, vilka erbjuder naturbruksprogrammet med olika lokala inriktningar inom naturbrukssektorn. Utbildningen är 3-årig och kombineras ofta med de teoretiska ämnena på naturvetenskapliga programmen.[källa behövs]

## Historik

### De första skolorna
De äldsta kända lantbruksskolorna öppnade i Österrike 1760, i Sachsen 1771 och i Hannover samma år.
I Mellaneuropa utvecklades lantbruksskolorna under 1800-talets början i Böhmen och Ungern. Som förebild hade man den lantbruksskola som Philipp Emanuel von Fellenberg startat 1804 på gården Hofwil i Schweiz. Under 1800-talets mitt startade man så kallade vinterlantbruksskolor (eller lantmannaskolor med svensk terminologi) med huvudsakligen teoretiska ämnen för jordbrukare, som fick sin praktik på hemjordbruken,. I Frankrike startade de första lantbruksskolorna på Roville 1822 och vid Grignon nära Varseille 1826.
Även i Ulster på Irland startade en lantbruksskola 1826, medan England, Sydeuropa och Östeuropa inte startade några lantbruksskolor förrän under senare delen av 1800-talet.
Dessa första skolor, som i hög grad startade på individuella initiativ, verkade dock inte under någon längre tid. Det var inte förrän under andra halvan av 1800-talet som lantbruksskolorna fick en stabilare tillvaro, då skolorna fick statliga bidrag för sin verksamhet. Europa var tidigt ute med lantbruksskolor, och i övriga världen var det bara USA som var samtida med de europeiska lantbruksskolorna.

### 1800-talets Nordeuropa
I Nordeuropa var Sverige först ut med lantbruksskolor, då Örebro läns hushållningssällskap 1813 startade en skola i Dyringe. Hushållningssällskapet i Skaraborgs län startade en skola 1814 i Storeberg. Dessa skolor hade endast ett fåtal elever, och verksamheten pågick bara mellan fyra och fem år. De riktade sig till blivande rättare och gårdsfogdar och hade mest praktisk utbildning. I Norge startade Jacob Sverdrup 1825 en lantbruksskola i Sem utanför Horten. Liksom i övriga Europa existerade inte dessa första lantbruksskolor under någon längre tid, utan de blev mer allmänt förekommande först vid 1800-talets mitt.
Dessa lantbruksskolor, erbjöd såväl praktisk som teoretisk utbildning, främst för lantbruksbefäl, och de fick därför namnet rättarskolor. Det första reglementet för den här typen av skolor utfärdades 1851. År 1867 grundades en teoretisk lantbruksskola i Trelleborg; denna utbildningsform, som startades i protest mot lantbruksskolornas metoder, skulle senare leda till uppkomsten av folkhögskolorna. Hvilans folkhögskola inledde 1876 denna utbildningsform, när man byggde på den ettåriga utbildningen med ett andra år.
De tvååriga utbildningarna vid lantbruksskolor ansågs docks vara alltför långa för bondsönerna, som kunde få praktiken på hemgården. Från och med 1882 erbjöds istället 20 veckors vinterkurser på filialer till folkhögskolor – från 1887 benämnda lantmannaskolor. I början av 1900-talet kom det till liknande utbildningar i form av lanthushållsskolor för jordbrukares döttrar.

### 1900-talets Nordeuropa
År 1940 frigjordes lantmannaskolan från folkhögskolesystemet, och åtta år senare blev skoljordbruk en obligatorisk del av utbildningen.
År 1963 skedde en reform för lantbruksundervisningen, då lantbruksskola ersatte lantmannaskola som det gängse namnet. Vid 1971 års gymnasiereform fick lantbrukslinjen status som gymnasieskola; utbildningen var då tvåårig.
Vid gymnasiereformen 1994 infördes lantbruksskolan i det treåriga Naturbruksprogrammet.